# Анцаклис, Панос
Панайо́тис Иоа́ннис «Па́нос» Анцакли́с (греч. Παναγιώτης Ιωάννης «Πάνος» Αντσακλής, англ. Panayotis John «Panos» Antsaklis; род. Каламата, Пелопоннес, Греция) — греко-американский учёный в области электротехники и инженер, профессор департамента электротехники Университета Нотр-Дам, а также департаментов информатики и компьютерной инженерии, и прикладной и вычислительной математики и статистики этого же вуза. Президент-основатель некоммерческой организации Mediterranean Control Association (Кипр). Член Института инженеров электротехники и электроники (1991), Международной федерации по автоматическому управлению (2010) и Американской ассоциации содействия развитию науки (2011). Почётный доктор Университета Лотарингии (2012).
h-индекс = 73, процитирован > 26 400 раз.

## Биография

### Ранние годы и семья
Отец Паноса Анцаклиса, Иоаннис Анцаклис, хирург по профессии, был родом из городка Гераки недалеко от Спарты (Лакония), вырос в Пирее. В 1939 году, будучи сотрудником больницы Красного Креста в Афинах, он переехал в Каламату, где открыл хирургическую клинику. В период Второй мировой войны служил на передовой в Албании. После окончания оккупации и гражданской войны в Греции остался в Каламате. Когда Иоаннис Анцаклис начинал свою врачебную практику, в Каламате не было традиционной больницы, поэтому его поликлиника на 40 коек также служила городской больницей скорой помощи. Лечил неимущих. Мать Паноса Анцаклиса, Марина Анцакли, сотрудничала с филантропическими организациями.
В 1972 году, получив стипендию от Фонда Фулбрайта, отправился в США.

### Образование
Афинский национальный технический университет (диплом инженера-механика и электротехника, 1972), Брауновский университет (магистр электротехники, 1974; доктор философии в области электротехники, 1977).

### Карьера
1970: исследователь-ассистент в Gimelli Co. (Берн, Швейцария).
1971: исследователь-ассистент Центра ядерных исследований «Демокрит» (Греция).
1972—1978: преподаватель-исследователь и исследователь-ассистент (1972—1976), преподаватель-исследователь и научный сотрудник (1976—1977), ассистент-профессор-исследователь (1977—1978) Брауновского университета.
1977—1978: приглашённый ассистент-профессор Университета Райса.
1978—1980: преподаватель Имперского колледжа Лондона.
1980—н. в.: ассистент-профессор (1980—1984), ассоциированный профессор (1984—1989), профессор (1989—н. в.) департамента электротехники, профессор департамента информатики и компьютерной инженерии (2002—н. в.), профессор департамента прикладной и вычислительной математики и статистики (2010—н. в.) Университета Нотр-Дам.
1987: старший приглашённый исследователь Массачусетского технологического института.
1992: приглашённый профессор Афинского национального технического университета, старший приглашённый исследователь Имперского колледжа Лондона.
1993: приглашённый профессор Критского политехнического университета.
1999—2005: директор Центра прикладной математики Университета Нотр-Дам.
1998—н. в.: президент-основатель НКО «Mediterranean Control Association» (MCA), занимающейся продвижением и поощрением инициатив, направленных на расширение научного обмена, распространение информации, координацию научно-исследовательских сетей и содействие передачи технологий, главным образом, в странах Средиземноморья. Основная сфера деятельности — системы, управление и автоматика. MCA координирует и контролирует ежегодную Средиземноморскую конференцию по управлению и автоматике, и занимается распространением информации посредством электронных средств связи.
Главный редактор научных журналов «IEEE Transactions on Automatic Control» (2010—2017) и «Foundations and Trends in Systems and Control» (2012—н. в.), и др.
Автор многочисленных научных статей и нескольких учебников.

## Сфера научных интересов
Автоматика, системы управления, киберфизические системы.

## Личная жизнь
В браке с Мелиндой Риз-Анцаклис имеет дочь.
Поддерживает тесные связи с Грецией.

## Награды и премии
- 1972—1977 — стипендиат программы Фулбрайта-Хейза
- 1991 — Outstanding Teacher Award for Undergraduate Teaching от департамента электротехники Университета Нотр-Дам
- 1996 — Service Award от Греческой православной церкви Св. Андрея в Саут-Бенде (Индиана) «за заслуги в качестве директора греческой школы и президента-основателя Греческого культурного общества».
- 1999 — Master Mentor of Graduate Students, the Graduate School от Университета Нотр-Дам
- 2000 — Kaneb Teaching Award for Excellence in Undergraduate Teaching от Университета Нотр-Дам
- 2000 — IEEE Millennium Medal
- 2006 — Brown Engineering Alumni Medal Award от Брауновского университета
- 2011 — Faculty Recognition Award от Университета Нотр-Дам
- 2013 — Faculty Award от Университета Нотр-Дам
- и др.[9]